# جون بوغارت (لاعب كرة قاعدة)
جون بوغارت (بالإنجليزية: John Bogart)‏ هو لاعب كرة قاعدة أمريكي، ولد في 21 سبتمبر 1900 في بلومسبورغ في الولايات المتحدة، وتوفي في 7 ديسمبر 1986 في كلارنس في الولايات المتحدة.

## وصلات خارجية
- جون بوغارت على موقعبيزبول رفرنس.كوم (الدوري الرئيسي) (الإنجليزية)